# Luonnon kasvot
Luonnon kasvot est une œuvre de musique de chambre pour voix et piano de la compositrice Kaija Saariaho écrite en 2013.

## Contexte et création
Luonnon kasvot est composé sur des textes de Pentti Saakiroski.